# West Ryder Pauper Lunatic Asylum
West Ryder Pauper Lunatic Asylum é o terceiro álbum de estúdio da banda inglesa de indie rock Kasabian, lançado em 5 de junho de 2009.

## Faixas
| N.º | Título                                               | Duração |  |
| 1.  | "Underdog"                                           | 4:37    |  |
| 2.  | "Where Did All the Love Go?"                         | 4:17    |  |
| 3.  | "Swarfiga"                                           | 2:18    |  |
| 4.  | "Fast Fuse"                                          | 4:10    |  |
| 5.  | "Take Aim"                                           | 3:06    |  |
| 6.  | "Thick as Thieves"                                   | 3:06    |  |
| 7.  | "West Ryder Silver Bullet"" ((feat. Rosario Dawson)) | 4:48    |  |
| 8.  | "Vlad the Impaler"                                   | 4:44    |  |
| 9.  | "Ladies and Gentlemen, Roll the Dice"                | 3:33    |  |
| 10. | "Secret Alphabets"                                   | 5:07    |  |
| 11. | "Fire"                                               | 4:13    |  |
| 12. | "Happiness"                                          | 5:16    |  |

| Faixas Bônus das Edições de Luxo e Japonesa |                     |         |  |
| N.º                                         | Título              | Duração |  |
| 13.                                         | "Runaway (ao vivo)" | 4:09    |  |
| 14.                                         | "Cunny Grope Lane"  | 3:12    |  |
| 15.                                         | "Road Kill Café"    | 2:39    |  |

## Avaliações da crítica
| Críticas profissionais | Críticas profissionais |
| Avaliações da crítica  | Avaliações da crítica  |
| Fonte                  | Avaliação              |
| ---------------------- | ---------------------- |
| NME                    | (8/10)                 |
| Allmusic               | [ 3 ]                  |
| Drowned In Sound       | (5/10)                 |
| The Guardian           | [ 5 ]                  |
| Independent            | [ 6 ]                  |
| Pitchfork Media        | (4.9/10)               |
| Q                      | [ 8 ]                  |
| The Times              | [ 9 ]                  |
| Uncut                  | [ 10 ]                 |
| Rolling Stone          | [ 11 ]                 |